# Barre de contrôle (nucléaire)
Pour les articles homonymes, voir Barre de contrôle.

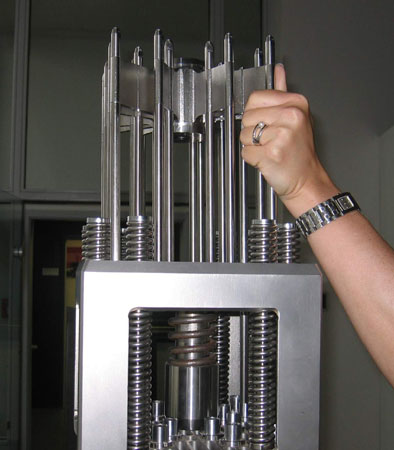
Barres de contrôle (2006)

Une barre de contrôle ou barre de commande est une « pièce mobile » de matériau neutrophage servant à diminuer le facteur de multiplication des neutrons par capture stérile de neutrons ; ces absorbants neutroniques permettent ainsi de contrôler des réactions en chaîne dans l'industrie nucléaire.

## Principe de fonctionnement
Un des moyens de contrôle du flux neutronique d'un réacteur nucléaire à eau légère (REP, REB, etc.) est l'insertion ou le retrait de ces barres de contrôle au sein des assemblages de crayons de combustible où elles sont précisément positionnées par des vérins ou systèmes d'électroaimants et dans l'assemblage par le rôle d'entretoises des grilles et de ressorts conçus pour bien les positionner tout en limitant leur usure par frottement,. En absorbant des neutrons le flux neutronique diminue, le nombre de fissions dans le cœur diminue ce qui entraîne une baisse de la puissance thermique du cœur.
Dans les réacteurs commerciaux les barres de contrôle neutronique sont placées verticalement. 
Dans le cas des REP, elles sont insérées de haut en bas avec des mécanismes de contrôle situés au-dessus du cœur. Dans le cas des REB elles sont insérées de bas en haut afin que les barres et leur mécanisme de commande n’interfèrent pas avec l'encombrement du sécheur de vapeur situé au-dessus du cœur du réacteur (cas de Fukushima). Les barres de contrôle sont partiellement ou totalement retirées pour permettre à la réaction en chaîne de se produire. Le nombre de barres de contrôle utilisées et leur degré d'insertion dans le cœur permettent ainsi de modifier et contrôler la réactivité du réacteur et de garantir une réserve d’antiréactivité en cas d’arrêt d’urgence du réacteur. En cas de coupure accidentelle de courant ou de signal d’arrêt du réacteur, ces barres tombent ou sont insérées automatiquement dans le cœur du réacteur, stoppant ainsi la réaction en chaîne (processus dit Scram).

## Matériaux utilisés
Les éléments chimiques avec une haute section efficace d'absorption pour les neutrons thermiques sont l'argent, l'indium et le cadmium ainsi que le bore, le cobalt, l'hafnium, le dysprosium, le gadolinium, le samarium, l'erbium, et europium, et leurs alliages et composés : par exemple, acier hautement boré, alliage d'argent-indium-cadmium, carbure de bore, diborure de zirconium, diborure de titane, diborure d'hafnium, titanate de gadolinium et titanate de dysprosium. Le choix des matériaux est influencé par l'énergie des neutrons dans le réacteur, leur résistance au gonflement neutronique, et la durée de vie de ces matériaux liée à la résistance mécanique des matériaux sous irradiation. 
Les barres de contrôle peuvent avoir la forme de tube en acier inoxydable rempli de pastilles ou de poudre d'absorbants neutroniques. Le gonflement de la matière sous le flux neutronique peut provoquer des déformations, ce qui conduit à leur remplacement prématuré. La consommation des isotopes neutrophages est un autre facteur limitant la durée de vie des barres de contrôle.

### Alliages argent-indium-cadmium
La composition est généralement de 80 % d'argent, 15 % d'indium, et 5 % de cadmium. Ce type de barre de contrôle est commun pour réacteurs à eau pressurisée. Cet alliage peut absorber des neutrons de différentes énergies. Elles ont une bonne résistance mécanique et peuvent être facilement fabriquées. Il doit cependant être recouvert d'acier inoxydable pour éviter la corrosion.

### Bore
Le bore est un autre absorbeur de neutrons très utilisé. 
En raison de différentes sections efficaces d'absorption du 10B et du 11B, des matériaux contenant du bore enrichi en 10B par séparation isotopique sont fréquemment utilisés.
Le large spectre d'absorption du bore permet de l'utiliser comme un bouclier contre les neutrons. 
Les propriétés mécaniques du bore pur ne satisfont cependant pas aux exigences de sûreté, par conséquent, des alliages ou composés sont utilisés, généralement de l'acier hautement boré ou du carbure de bore.

### Hafnium
L'hafnium possède d'excellentes propriétés neutrophages pour les réacteurs utilisant de l'eau à la fois pour la modération et pour le refroidissement. Il a une bonne résistance mécanique, peut être facilement fabriqué, et est résistant à la corrosion dans l'eau chaude. L'hafnium peut être allié à de petites quantités d'autres éléments, pour améliorer ses propriétés mécaniques et chimiques. 

### Titanate de dysprosium
Le titanate de dysprosium est un nouveau matériau en cours d'évaluation pour les barres de commande des réacteurs à eau sous pression. 
Il pourrait être le remplaçant des barres Ag-In-Cd parce qu'il a un point de fusion nettement plus élevé, n'a pas tendance à réagir avec les matériaux de revêtement, est facile à produire, ne produit pas de déchets radioactifs, ne gonfle pas, et ne dégaze pas. 
Développé en Russie, il a été recommandé par certains pour les réacteurs VVER et RBMK.

## En France
Dans les réacteurs électronucléaires civils français, il y a de 48 à 61 grappes pour les réacteurs 900 et 65 grappes pour les réacteurs 1300. Chaque grappe contient 24 crayons absorbants qui peuvent être extraits ou introduits dans des assemblages combustibles à l'aide de grappins électromagnétiques situés sur les couvercles des cuves des réacteurs. Chaque assemblage combustible dispose de 25 emplacements creux occupés par des « tubes-guides » dans lesquels s'insèrent les crayons absorbants des grappes de commande. Un tube guide est réservé à l'instrumentation. Celle-ci sert à surveiller la répartition du flux neutronique dans le cœur.
Les barres de contrôle sont en mouvement « permanent » pour ajuster la puissance du réacteur en fonction de la demande du réseau. Cette puissance est ajustée en les insérant plus ou moins profondément dans le cœur du réacteur. 
Les barres d'arrêt d’urgence sont maintenues en position haute et tombent par gravité dans le réacteur en cas de besoin d'arrêt d'urgence. À cette fin, l'opérateur coupe le courant des bobines électromagnétiques de maintien et il y a alors « chute gravitaire » de toutes les grappes de commande (barres de contrôle + barres d’arrêt d’urgence) dans le cœur du réacteur.